# Jänkäjärvi (sjö i Enare, Lappland, Finland)
Jänkäjärvi eller Jeggijävri är en sjö i Finland. Den ligger i kommunen Enare i landskapet Lappland, i den norra delen av landet, 1 000 km norr om huvudstaden Helsingfors. Jänkäjärvi ligger 161,4 meter över havet. Arean är 1,18 kvadratkilometer och strandlinjen är 10,06 kilometer lång. Sjön  ingår i Pasvik älvs huvudavrinningsområde. 